# La Salseta del Poble Sec
La Salseta del Poble Sec és una orquestra de ball creada per Salvador Escribà i Pep Vercher, als quals es van unir altres músics l'any 1977.
La Salseta es va crear amb la finalitat d'animar una festa electoral, però el grup va tenir continuïtat, i amb el temps es consolidà com una de les orquestres més sòlides i sol·licitades a les festes majors i altres celebracions d'arreu del país. Tot i que al començament el seu repertori era majoritàriament en castellà, hi inclouen temes en català des d'un primer moment: al disc Patrañas bélicas (1986), per exemple, hi ha una versió d'una popular cançó italiana que repassa, estrofa rere estrofa, els instruments de l'orquestra ("Ei company!"), i un parell de temes originals: "Havaneres i Llavaneres" i "Oh, Gran Manitú".
Amb el temps, la Salseta acabà enregistrant dos discos íntegrament en català: Treballo la nit (àlbum centrat en el rock) i Estic content que rutlli (1996).
L'any 1998 publiquen un mini CD amb un himne dedicat als jugadors de botifarra, i, al mes de setembre del mateix any, actuen al festival santboià Altaveu, on presenten curioses versions ballables de cançons de Raimon ("Societat de consum"), Lluís Llach ("Damunt d'una terra"), Ovidi Montllor ("Homenatge a Teresa"), Maria del Mar Bonet ("Carta a un amic") i Jaume Sisa ("Senyor botiguer").
L'any 2000 publiquen el disc Directe als peus, que és un recull de gravacions de diferents actuacions en directe, portades a terme durant la temporada del 1999, on hi apareixen algunes de les seves cançons més emblemàtiques com Maria de Bahia, Vine nena i Sota una palmera i ben fumat.
L'any 2007, i amb motiu del 30è aniversari publiquen un CD-DVD anomenat 30 anys en dansa, que conté un recull de gravacions i vídeos que repassen la seva història fins aquell moment.
L'any 2008 publiquen un nou disc íntegrament de cançons originals, anomenat A sucar!, on apareixen cançons com A sucar!, Polca Misèria, Barcelona és dona o La rumba de l'Adrià, que van compondre com a agraïment al cuiner Ferran Adrià, qui havia creat una salsa inspirada en la música de La Salseta del Poble Sec.
L'any 2018 es jubila el cantant Salvador Escribà, però la resta de membres decideixen continuar amb el projecte i seguir amenitzant les festes majors d'arreu de Catalunya.
L'any 2020 publiquen un nou single anomenat De qui coi parla tothom, irònicament dedicat a tots aquells que creuen que La Salseta ja no està en actiu.